# Edward Wojtas

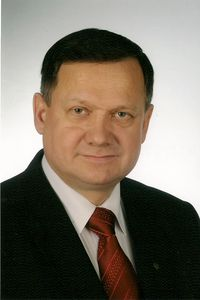
Edward Wojtas

Edward Wojtas (* 1. März 1955 in Wólka Modrzejowa im Powiat Lipski in der Woiwodschaft Masowien; † 10. April 2010 in Smolensk) war ein polnischer Politiker (PSL), Woiwodschaftsmarschall in der Woiwodschaft Lublin und von 2007 bis zu seinem Tod Abgeordneter im polnischen Parlament, dem Sejm, in der VI. Wahlperiode.

## Leben und Beruf
1979 beendete Wojtas das Studium an der Wirtschaftsfakultät der Maria-Curie-Skłodowska-Universität in Lublin. In den Jahren 1995 bis 1997 war er stellvertretender Direktor der Gesundheitsabteilung im Lubliner Woiwodschaftsamt. Von 1997 bis 1998 arbeitete er als Generaldirektor dieses Amtes.

## Politik
Seit 1976 war Wojtas Mitglied der Zjednoczone Stronnictwo Ludowe (ZSL), die sich 1990 mit verschiedenen kleineren Neugründungen zur Polskie Stronnictwo Ludowe (PSL) vereinigte. Seit 2005 stand er an der Spitze des Vorstandes von der PSL in der Woiwodschaft Lublin.
In den Jahren 1998 bis 2007 war er Mitglied des Woiwodschaftssejmik der Woiwodschaft Lublin. Am 2. Dezember 2002 wurde er zum Woiwodschaftsmarschall der Woiwodschaft Lublin ernannt. Diese Entscheidung wurde jedoch durch den Woiwoden aufgehoben und Edward Wojtas verlor die Funktion am 11. Januar 2003. Er wurde am 23. Mai 2005 erneut Woiwodschaftsmarschall der Woiwodschaft und hatte den Posten bis zum 1. Dezember 2006 inne.
Bei den polnischen Parlamentswahlen 2007 errang er ein Mandat als Abgeordneter der PSL. Im Wahlbezirk Lublin erhielt er 8375 Stimmen. Ohne Erfolg kandidierte er bei der Europawahl 2009 in Polen.
Am 10. April 2010 gehörte Wojtas zu einer polnischen Delegation um Staatspräsident Lech Kaczyński, die anlässlich des siebzigsten Jahrestages des Massakers von Katyn zur Gedenkstätte nach Russland reisen sollte. Bei einem Flugunfall der Delegation nahe dem Militärflugplatz Smolensk-Nord kam er jedoch gemeinsam mit weiteren hochrangigen Repräsentanten Polens ums Leben.

## Ehrungen
Wojtas erhielt 2000 das Goldene Verdienstkreuz der Republik Polen. Postum wurde Wojtas am 16. April 2010 das Komturkreuz des Ordens Polonia Restituta (Krzyż Komandorski Orderu Odrodzenia Polski) verliehen.